# 權海成
權海成（韓語：권해성，1975年3月2日—），本名權敏（韓語：권민），韓國男演員。2023年被韓國金浦大學聘任為K-Culture系列表演系兼职教授。

## 個人生活
2011年與演員尹智敏一同出演舞台劇《求婚》結識，在彼此與相識的攝影師合作後，發展為戀人關係，兩人於2013年7月13日結婚，2014年12月20日喜得一女。

## 演出作品

### 劇集
- 2002年：KBS《橙子》
- 2004年：KBS《我的寶貝子女》
- 2008年：MBC《綜合醫院2》飾演 朴在榮
- 2009年：tvN《妻子們的秘密》飾演 追求賈姬的人
- 2010年：MBC《同伊》飾演 車秀澤
- 2011年：OCN《特殊案件專案組TEN》飾演 恩英的男友（客串）
- 2011年：JTBC《仁粹大妃》飾演 許琛
- 2012年：tvN《21世紀家族》飾演 東杓的好友（客串）
- 2012年：OCN《英雄》飾演 申東旻
- 2012年：OCN《神的測驗3》飾演 徐仁覺做腦實驗的人（客串）
- 2012年：SBS《信義》飾演 安都赤
- 2014年：tvN《急診男女》飾演 金敏基
- 2014年：OCN《能看見鬼的警察處容》飾演 宋英倉
- 2014年：OCN《壞小子們》飾演 南建旭（特別演出）
- 2014年：SBS《Three Days》飾演 青瓦臺狀況室長
- 2014年：OCN《Frost醫生》（特別演出第3集）
- 2015年：tvN《隱藏身份》
- 2016年：tvN《又，吳海英》飾演 金成鎮
- 2017年：NAVER TV《希望復甦師高勇先生》（희망소생사 고용씨）飾演 高勇
- 2018年：JTBC《愛上變身情人》飾演 李鉉錫
- 2020年：JTBC《優雅的朋友們》
- 2021年：tvN《惡魔法官》飾演 李道振
- 2022年：Netflix《閃耀國度》飾演 車海俊
- 2022年：KBS2《美男堂》飾演 高柱元
- 2023年：Coupang Play《誘餌》飾演 慶泉警察廳刑警
- 2024年：ENA《夜限照相館》飾演 刑警
- 2024年：Disney+《紅天鵝》飾演 檢察官（EP6）
- 2025年：Netflix《吞金》

### 電影
- 2002年：《緊急措施19號》
- 2003年：《Oh! Happy Day》
- 2004年：《預知感能》
- 2005年：《我的B型男友》
- 2006年：《太陽的兩面》
- 2007年：《我該相信你的話嗎？》
- 2007年：《夏天結束之前》
- 2010年：《食客2：泡菜戰爭》飾演 PD
- 2012年：《90分鐘》
- 2017年：《鐵血劍客（朝鲜语：역모: 반란의 시대）》飾演 崔重九
- 2019年：《我殺了妻子（朝鲜语：아내를 죽였다）》飾演 醉客
- 2020年：《鋼鐵的戀人》（강철의 연인）
- 2021年：《老虎面具》飾演 崔七秀
- 2022年：《護身符 : 偷走別人運氣的人》飾演 尹哲
- 2023年：《2%》飾演 趙東熙
- 待定：《无底洞》[6]

## 外部連結
- 權海成的Instagram帳戶
- 權海成在NAVER上的资料
- 權海成在Daum上的资料
- 權海成在韩国电影数据库（KMDb）上的資料（韓語）
- 權海成在互联网电影资料库（IMDb）上的資料（英文）